# Lançados
Los lançados (literalmente: los "expulsados"), también conocidos como tangomãos, fueron comerciantes portugueses o colonos autónomos que se dedicaban al comercio en la costa occidental de África, de forma particular, a partir del siglo XV en adelante. El término 'tangomão' se asoció principalmente con la trata de esclavos.
Muchos eran judíos, a menudo cristianos nuevos, que escapaban de la persecución de la Inquisición portuguesa. Los lançados frecuentemente terminaban por casarse con esposas africanas de familias gobernantes locales, lo que les aseguraba protección y lazos comerciales ventajosos. Establecieron redes comerciales clandestinas de armas, especias y, a menudo, personas esclavizadas, lo que enfureció a la Corona portuguesa al interrumpir su capacidad para recaudar impuestos.
Aunque nunca llegaron a alcanzar un gran número, los niños mestizos nacidos de los lançados y sus esposas y concubinas africanas sirvieron como intermediarios cruciales entre los europeos y los africanos nativos. Estas personas de raza mixta ejercieron un poder significativo en el desarrollo temprano de las economías portuarias en Bisáu, Cacheu y las áreas circundantes.
Los lançados originaron las lenguas criollas de base portuguesa y las culturas criollas de Cabo Verde y de Guinea-Bisáu, e indirectamente influyeron en el idioma papiamento.

## Origen
A la muerte de Enrique el Navegante, en 1460, los conocimientos adquiridos sobre la costa africana, y los ríos entre Cabo Verde y Sierra Leona, y ya con Juan II, hasta la costa de Mina, y más allá del ecuador, los portugueses pudieron incrementar el comercio y la compra de esclavos a los gentiles, con derechos exclusivos reservados a la Corona portuguesa para todas las transacciones, a través de beneficiarios designados para tal fin.
Después de 1479, con el Tratado de Alcazobas, la Corona de Castilla dejó de ser una amenaza para esta exclusividad. Sin embargo, desde el inicio de la influencia portuguesa en África Occidental, varios ciudadanos portugueses, ya sea de forma voluntaria o como consecuencia de sentencias de exilio, se asentaron desde el siglo XV en las costas y los archipiélagos atlánticos, en particular en Cabo Verde. Entre ellos se encontraban aventureros, comerciantes, colonos y agentes de firmas comerciales, que se instalaron entre la población negra con el objetivo de hacer comercio: los "lanzados" (lançados), ejerciendo el comercio de manera clandestina y particular. Aunque algunos lo hicieron por ambición o espíritu aventurero, o para escapar del exilio, la mayoría provenía de la gran masa de excluidos y perseguidos, compuesto principalmente por convictos, delincuentes, judíos y cristianos nuevos que escapaban de la persecución de la Inquisición portuguesa. Aunque casi siempre fueron portugueses, hubo algunos griegos, españoles e incluso, indios.
Los lançados se instalaron a lo largo de la costa, fuera del control institucional de la Corona portuguesa, normalmente en puntos de tierra firme, tanto aislados como en pequeños grupos, con el conocimiento y protección de las poblaciones nativas. Sin embargo, en ocasiones incluso se organizaron en comunidades lo suficientemente grandes como para imponerse por la fuerza a las poblaciones nativas. Reclutaron africanos (denominados grumetes) para servir como auxiliares, llegando a los valles de Senegal, Gambia, Casamanza y los pequeños ríos de Guinea, siendo muy numerosos en las regiones de Cacheu y el río Geba, en la actual Guinea-Bisáu, encontrándose también en la región de Port Loko, en Sierra Leona. Tenían sus propios barcos, estableciéndose a orillas de los ríos Gambia, Casamanza, Cacheu y Guinala, donde llegaron a fundar grandes poblaciones, como Porto da Cruz, en el Río Grande de Buba, y Biguba, en lo que hoy es Buba, extendiéndose hasta Sierra Leona y Mina.
Como no se llevaron mujeres blancas con ellos, rápidamente establecieron las bases de una comunidad afro-portuguesa, instalándose en ciudades y viviendo muy cerca de poblaciones negras, casándose con mujeres y manteniendo amantes africanas. Otros fueron absorbidos por las poblaciones indígenas. A su manera, la lengua portuguesa, o un proto criollo, se convirtió en la lengua franca utilizada en el comercio a lo largo de toda la costa, siendo casi tan hablada como la lengua mandé. Esto cobró gran importancia con motivo de la Cuestión de Bolama, al haber sido uno de los argumentos por los que el presidente Ulysses Grant apoyó su decisión a favor de Portugal en esta disputa, demostrando así la primacía de Portugal en la ocupación de la región en disputa. Dado que el idioma se considera un factor de dominio e influencia, y dado que los lançados, incluso si eran renegados, eran en su mayoría portugueses o sus descendientes, se acabaría por asegurar una presencia portuguesa en la región a lo largo de siglos, a pesar del declive de la metrópoli.
Los lançados originarían, en las costas africanas, un nuevo grupo sociocultural, que hablaba el idioma portugués, vestía a la moda europea, vivía en sobrados rectangulares con paredes blancas y balcones, que aceptaba, sin embargo, las costumbres africanas. Estas comunidades practicaban un catolicismo poco fiel, donde la carga de la cruz se mezclaba con la ferviente creencia en el grisgrís, y donde la celebración de los santos cristianos no entraba en conflicto con el culto a los antepasados. Algunos llegaron a indigenizarse tan ampliamente, los llamados tangomaos, que se sometían a la circuncisión y, simbólicamente, se realizaban tatuajes y marcas étnicas.
Los lazos que unían a los lançados con las comunidades indígenas costeras fueron, sobre todo, de amistad. Bibiana Vaz, de Cacheu, colaboró estrechamente con los periódicos y los bainuncos, siendo dueña de una propiedad en Farim, entre los mandés. También fueron importantes los lazos de parentesco, que los integraban en la vida social, política y cultural de los pueblos africanos. José Lopes de Moura, nieto de un rey manés de Sierra Leona, intervino con frecuencia en la agenda política de esa región, siendo efectivamente el mayor hacedor de reyes de la segunda mitad del siglo XVIII. Otros, como Francisco Correia, mandé de Geba, que hablaba muy bien el portugués, era muy instruido y vestía elegantemente al estilo europeo; eran simplemente africanos europeizados.
Aunque la mayoría de los lançados dependían de barcos europeos, algunos eran lo suficientemente ricos como para librarse de esa dependencia, como fue el caso de las grandes familias mulatas de la época: los Vaz, en el río Cacheu y el Nunes; los Tomba Mendes y la familia de António Vaz, en Gambia; la familia de Sittel Fernando, en el río Pongo y en el Nunes, y la familia de José Lopes de Moura en Sierra Leona.
Existían muchas contradicciones entre los ricos comerciantes mulatos y las empresas comerciales, siendo notable la diferencia entre los partidarios del libre comercio y los de la regulación y los monopolios, en los que los lançados, en su papel de intermediarios, debían luchar contra los intentos de las empresas comerciales de deshacerse de sus servicios, reduciendo considerablemente sus ganancias. Entre 1684 y 1685, Bibiana Vaz se opuso al capitán José Gonçalves de Oliveira, un mayor de la Companhia do Cacheu, que se negó a permitir que barcos extranjeros negociaran en la región, incluso cuando habían pagado los derechos de fondeo. Los comerciantes afro-portugueses, liderados por Bibiana Vaz, se opusieron a esta medida, haciendo peticiones y llegando a un acuerdo, lo que obligó a Oliveira a autorizar el comercio con comerciantes ingleses.
José Lopes de Moura, en Sierra Leona, también lideró la lucha contra la Royal African Company, que buscaba en particular romper la alianza de los soberanos africanos con los mulatos, suprimiendo el papel de estos últimos como intermediarios. Liderados por él, los mulatos reaccionaron destruyendo la factoría, que nunca más pudo reanudar sus actividades en Sierra Leona.

## Evolución histórica
El número de lançados creció muy rápidamente en la primera mitad del siglo XVI, en el apogeo de la persecución de los judíos, durante los reinados de Manuel I (r. 1495-1521) y Juan III de Portugal (r. 1521-1557). Por su intermediación y apoyo, los franceses primero, y luego los ingleses y los holandeses, establecieron progresivamente sus negocios a lo largo de toda la costa africana, desde Cabo Verde hasta Mina. Con el fin de poner fin a esta situación, la Corona intentó organizar el establecimiento de puestos comerciales y factorías en puntos estratégicos de las costas de Guinea, Malagueta y Mina, con miras a una mayor eficacia en la lucha contra el comercio clandestino de los lançados, en lugar de intentar controlarlo a distancia, desde las islas de Santiago y Fogo, en Cabo Verde, como se había hecho hasta entonces.
Durante la Unión Ibérica (1580-1640), los lançados siguieron desempeñando un papel importante, habiendo penetrado en el país Sosso, y uniéndose a los comerciantes mandeses del interior a finales del siglo XVI y principios del XVII. En los siglos XVII y XVIII, los lançados y sus descendientes controlaban el comercio local de la Alta Guinea.
La composición étnica de los lançados varió considerablemente con el tiempo. Con la disminución de los inmigrantes portugueses a partir del siglo XVII, el número de portugueses se hizo menor que el de los mulatos, comprendiendo cada vez más hijos de sangre mezclada. Estos hijos de la tierra dominaron, en el siglo XVII, el país biafada y Port Loko. A medida que la proporción de africanos tendió a aumentar entre los lançados, se volvieron cada vez más difíciles de distinguir de las poblaciones locales originales.
A finales del siglo XVII, aunque la comunidad afroportuguesa estaba formada por pocos blancos y muchos negros, estaba dominada y dirigida por mestizos, quienes habían impreso en ella sus principales características socioculturales.
Los lançados comenzaron a declinar a partir del siglo XVIII, cuando la dominación colonial portuguesa comenzó a asumir presencialmente, de manera más efectiva, las zonas costeras, prescindiendo progresivamente de estos intermediarios en la trata de esclavos con los potentados indígenas.